# Монако-Вилле (коммуна)
Мона́ко-Вилль (французский Monaco-Ville, итальянский Monaco-Ville) — одна из трёх бывших коммун (quartiers) Княжества Монако. Площадь — 184 750 м². Население — 1 034 чел. (по данным на 2000 г.).
Коммуны узаконены постановлением конституции Монако от 1911 г. Исходя из поправки в конституцию Монако от 1954 г. княжество состоит только из одной единой и неделимой коммуны, которая в свою очередь состоит из 6 районов, сейчас из 10. Исходя из этого коммуна Монако-Вилль была упразднена. Сейчас на её территории образован только один район (ward) — Монако-Вилль.